# International Boxing Council
O Conselho Internacional de Boxe (em inglês:  International Boxing Council, abreviado IBC), foi um órgão regulador que sancionou e reconheceu lutas de títulos Mundiais, Intercontinentais e das Américas no pugilismo de 1990 a 2012. Sua sede ficava em Montecito, na Califórnia, EUA.

## História
Durante a década de 1990, lutaram boxeadores como Héctor Camacho, Roberto Durán, Vernon Forrest, Sugar Ray Leonard, Lennox Lewis, Tommy Morrison, Vinny Pazienza, Donovan Ruddock e James Toney. Camacho aproveitou ao máximo o cinturão do IBC, principalmente depois que outros títulos de maior prestígio ficaram fora de alcance. Já na década de 2000, nomes como Roy Jones Jr., Brian Nielsen e Krzysztof Włodarczyk se tornaram campeões.
Nos últimos anos, o número de lutas pelo título do IBC foi diminuindo drasticamente, e o site oficial deixou de ser atualizado.

## Principais lutas pelo título mundial do IBC
- 14 de janeiro de 1995, Vinny Pazienza vs. Roberto Durán II
(Pazienza venceu por decisão unânime)[2]
- 10 de junho de 1995, Tommy Morrison vs. Donovan Ruddock
(Morrison venceu por nocaute técnico no 6º round)[3]
- 7 de outubro de 1995, Lennox Lewis vs. Tommy Morrison

(Lewis venceu por nocaute técnico no 6º round)[4]
- 22 de junho de 1996, Héctor Camacho vs. Roberto Durán
(Camacho venceu por decisão unânime)[5]
- 1 de março de 1997, Sugar Ray Leonard vs. Héctor Camacho
(Camacho venceu por nocaute técnico no 5º round)[6]
- 28 de abril de 2000, Brian Nielsen vs. Jeremy Williams
(Nielsen venceu por nocaute técnico no 5º round)[7]